# De Volta ao Quarto de Som...
De Volta ao Quarto de Som... é o novo EP do músico, compositor e produtor brasileiro Tony Babalu, lançado pelo selo Amellis Records com distribuição digital da Tratore.

## Concepção
O trabalho instrumental marca o início da celebração de 50 anos de carreira do guitarrista, e complementa o antecessor No Quarto de Som... (2021), sendo ambos concebidos e produzidos artesanalmente no estúdio caseiro do artista, exceto mixagem e masterização, executadas no histórico Carbonos Studio em São Paulo, por Marcelo e Beto Carezzato.
Composto de cinco temas instrumentais, o EP funde as diversas escolas presentes no DNA de Tony Babalu, abrindo com o rock de “Crash!”, seguido pelo groove de “Neblina”, pelo blues de “O Lenhador” e fechando com as melódicas “Entre Cristais” e “Shai”, sendo esta um duo de guitarras.

## Ficha técnica
- Tony Babalu: composição, guitarras, violões e programação de instrumentos (baixo, teclados, bateria e percussão)
- Marcelo Carezzato e Beto Carezzato (Carbonos Studio): mixagem e masterização
- Karen Holtz: fotografia
- Marina Abramowicz: projeto gráfico